# تربيخا
تربيخا هي قرية فلسطينية مدمرة (معنى اسمها بالكنعانية «الجبل المقدس») كانت واحدة من 24 قرية لبنانية ضُمت إلى فلسطين تحت الانتداب البريطاني. تقع على بعد 27 كيلومتراً شمال شرق عكا، وكانت قبل احتلال اليهود لفلسطين تابعة لقضاء عكا. احتلتها كتيبة «عوديد» الصهيونية في 1 نوفمبر 1948 وطهرتها عرقياً من سكانها العرب خلال عملية سميت بعملية حيرام. في أواخر القرن التاسع عشر كانت قرية تربيخا مبنية بالحجارة وتقع على حافة مرتفع من الأرض. وكان سكانها، وعددهم 100 نسمة يزرعون الزيتون وكانت تابعة للواء بيروت في الفترة العثمانية. ولم تخضع تربيخا للإدارة الفلسطينية إلا عقب الحرب العالمية الأولى حين رسم البريطانيون والفرنسيون الحدود بين لبنان وفلسطين وكان سكانها جميعهم من المسلمين وكانت منازلها مبنية بالحجارة وسقوفها مصنوعة من الخشب والطين ومتقاربة بعضها من بعض حول بركة للسقي. في أواخر فترة الانتداب بني فيها الاسمنت المسلح بعض المنازل المؤلفة من طبقتين وقد امتد البناء الجديد فيها في موازاة طريق راس الناقورة- بنات يعقوب. كان في القرية مسجدان ومدرسة ابتدائية أسست بعد سنة 1938 وكان فيها 120 تلميذا في أواسط الأربعينات. كما كان في القرية مركز للجمارك والشرطة لمراقبة الحدود مع لبنان. وقد أسست في تربيخا سنة 1945، جمعية اسمها (جمعية الإصلاح الثقافية) بهدف تحسين الأوضاع الاجتماعية والتربوية والطبية
ومن أهم رجالها المهاجرين إلى أفريقيا محمد الهادي وحسن ناجي الطباخ.

## احتلالها وتطهيرها عرقياً
بعد انتهاء من عملية حيرام التي قام الجيش الإسرائيلي بها (انظر عرب السمنية قضاء عكا) في نهاية أكتوبر 1948 اندفعت الوحدات الإسرائيلية نحو عدد من القرى قرب الحدود اللبنانية وطردت سكانها وكانت تربيخا من أوائل القرى التي سقطت. وفي الأسبوع الثاني من نوفمبر، دخل لواء عوديد القرية وأمر سكانها بعبور الحدود إلى لبنان. ولم يصادف الجيش الإسرائيلي أية مقاومة في القرية، وذلك استنادا إلى كتاب (تاريخ حرب الاستقلال) ومع ذلك فان المؤرخ الإسرائيلي بني موريس يقتبس من أقوال قائد الجبهة الشمالية الإسرائيلي إن قواته (اضطرت لأسباب عسكرية إلى طرد سكان تربيخا مع غيرهم من أهالي القرى).

## القرية اليوم
يغطي حطام المنازل الحجرية والأعشاب البرية الموقع ولا يزال منزل حجري واحد قائما لكن واجهته مفقودة ويوشك أن ينهار. وينمو على المنحدرات الجنوبية للموقع نبات الصبار وأشجار التين. وثمة أربعة قبور رومانية وبيزنطية بمكن تمييزها من غيرها في المقبرة التي تقع على المنحدرات الشمالية وتنتصب وسطها شجيرة شوك المسيح. وقد أدت النقيبات مؤخرا إلى العثور على عدة قبور أثرية وحُوِّل المكان إلى موقع اثري.

## المستعمرات الصهيونية على أراضي القرية
يقول موريس أن المهاجرين اليهود كانوا في 27 أيار 1949 قد استوطنوا القرية وأطلقوا عليها اسم شومرا، تقع مستعمرة ايفن مناحم التي أنشئت في سنة 1960, قريبا جدا من موقع القرية كما أن مستعمرتي كفار روزنفالد التي أنشئت في سنة 1967 وشتولا التي أسست في سنة 1969 تقعان أيضا على أراضي القرية.

## وصلات خارجية
تربيخا ترحب بكم ـ من موقع «فلسطين في الذاكرة»